# Џорџ Маршал (атлетичар)
Енглеска
Џорџ Маршал (енгл. George Marshall; 1877 Патра — после 1896) је британски атлетичар учесник првих Олимпијских игара 1896 у Атини.
Маршал је био члан атлетско и тениског клуба Панатинаикос из Патраса, где се и родио, али је на Олимпијским играма учествовао као такмичар Уједињеног Краљевства, јер је био син енглеског лекара који се настанио у Патрасу.
Маршал је учествовао у две тркачке дисциплине: трци на 100 метара и трци на 800 метара. У трци на 100 метара био је у другој квалификационој групи и од 5 такмичара стигао последњи и није успео да се пласира у финале. Слично је прошао и у трци на 800 метара. У првој квалификационој групи од четири такмичара је стигао последњи, па је тако његово учешће на Олимијским грама било завршено.